# Cómplices Tour
Il tour Cómplices è stato un tour di concerti del cantante messicano Luis Miguel per promuovere il suo album Cómplices. È stata effettuata due conferenze stampa una a Città del Messico e altri a Madrid. In questo tour Luis Miguel canta le sue ultime canzoni pop, ballate, e mariachi. Ha visitato gli Stati Uniti d'America, Canada, Repubblica Dominicana, Porto Rico, Cile, Argentina, Uruguay e Messico.

## Storia
Il tour è iniziato a settembre negli Stati Uniti d'America dove ha fatto un totale di 38 concerti nelle seguenti città: Seattle, Sacramento, San Jose, Lago Tahoe, Santa Barbara, Las Vegas, Tucson, Phoenix, San Diego, Fresno, Los Angeles, Denver, El Paso, Hidalgo, Laredo, Houston, San Antonio, Austin, Dallas, Kansas City, Minneapolis, Chicago, Uncasville, Fairfax, New York, Atlantic City, Charlotte, Estero, Miami e Orlando. Era anche in Canada in particolare a Toronto.
Poi, nel mese di novembre, partì per Repubblica Dominicana e Porto Rico; Poi in Sud America per concerti in Cile, Argentina e Uruguay.
All'inizio del 2009 esegue la sua stagione concertistica nelle seguenti città del Messico: Guadalajara, Monterrey e Città del Messico, con un totale di 33 concerti.
Per chiudere il suo tour ha fatto quattro concerti a Las Vegas.

## Scaletta iniziale
1. Intro
2. Tu imaginación
3. Suave
4. Tú y yo
5. Speech/Si te vas
6. Hasta que me olvides
7. Medley: No me platiques más / No sé tú / El día que me quieras
8. Medley: Inolvidable / Besame Mucho / La Última Noche / Amor, Amor, Amor
9. Pensar en ti
10. Te necesito
11. Amarte es un placer
12. O tú o ninguna
13. Quiero
14. Bravo amor, bravo
15. Estrenando amor
16. Si tú te atreves
17. Medley: Si Nos Dejan / Échame A Mí La Culpa / Sabes Una Cosa
18. Medley: Que Seas Felíz / Y / De Que Manera Te Olvido / La Bikina / El Viajero
19. Que nivel de mujer
20. Será que no me amas
21. Es mejor

## Date
| 3 settembre 2008 | Seattle           | Stati Uniti d'America | WaMu Theater                                | [ 3 ] [ 4 ] [ 5 ]                               |
| 5 settembre 2008 | Sacramento        | Stati Uniti d'America | ARCO Arena                                  | [ 3 ] [ 5 ] [ 6 ]                               |
| 6 settembre 2008 | San Jose          | Stati Uniti d'America | HP Pavilion                                 | [ 3 ] [ 5 ]                                     |
| 7 settembre 2008 | Lago Tahoe        | Stati Uniti d'America | Harveys Outdoor Arena                       | [ 3 ] [ 5 ] [ 7 ]                               |
| 10 settembre 2008 | Santa Barbara     | Stati Uniti d'America | Santa Barbara Bowl                          | [ 3 ] [ 5 ] [ 8 ]                               |
| 12 settembre 2008 | Las Vegas         | Stati Uniti d'America | The Colosseum at Caesars Palace             | [ 3 ] [ 5 ] [ 9 ] [ 10 ] [ 11 ]                 |
| 13 settembre 2008 | Las Vegas         | Stati Uniti d'America | The Colosseum at Caesars Palace             | [ 3 ] [ 5 ]                                     |
| 14 settembre 2008 | Las Vegas         | Stati Uniti d'America | The Colosseum at Caesars Palace             | [ 3 ] [ 5 ]                                     |
| 15 settembre 2008 | Las Vegas         | Stati Uniti d'America | The Colosseum at Caesars Palace             | [ 3 ] [ 5 ]                                     |
| 17 settembre 2008 | Tucson            | Stati Uniti d'America | AVA Amphitheater                            | [ 3 ] [ 5 ] [ 12 ]                              |
| 19 settembre 2008 | Phoenix           | Stati Uniti d'America | Dodge Theatre                               | [ 3 ] [ 5 ]                                     |
| Lo spettacolo previsto per il 20 settembre nel Indian Wells Tennis Garden di Palm Springs è stato annullato e non riprogrammato. |                   |                       |                                             |                                                 |
| 21 settembre 2008 | Chula Vista       | Stati Uniti d'America | Cricket Wireless Amphitheatre               | [ 3 ] [ 5 ] [ 13 ]                              |
| 24 settembre 2008 | Fresno            | Stati Uniti d'America | Save Mart Center                            | [ 3 ] [ 5 ]                                     |
| 26 settembre 2008 | Los Angeles       | Stati Uniti d'America | Nokia Theatre                               | [ 3 ] [ 5 ] [ 14 ]                              |
| 27 settembre 2008 | Los Angeles       | Stati Uniti d'America | Nokia Theatre                               | [ 3 ] [ 5 ] [ 14 ]                              |
| 28 settembre 2008 | Los Angeles       | Stati Uniti d'America | Nokia Theatre                               | [ 3 ] [ 5 ] [ 14 ]                              |
| 2 ottobre 2008 | Denver            | Stati Uniti d'America | Broomfield Event Center                     | [ 3 ] [ 5 ] [ 15 ]                              |
| 4 ottobre 2008 | El Paso           | Stati Uniti d'America | El Paso County Coliseum                     | [ 3 ] [ 5 ] [ 16 ] [ 17 ]                       |
| 5 ottobre 2008 | El Paso           | Stati Uniti d'America | El Paso County Coliseum                     | [ 3 ] [ 5 ] [ 16 ] [ 17 ]                       |
| 8 ottobre 2008 | Hidalgo           | Stati Uniti d'America | Dodge Arena                                 | [ 3 ] [ 5 ] [ 18 ]                              |
| 9 ottobre 2008 | Hidalgo           | Stati Uniti d'America | Dodge Arena                                 | [ 3 ] [ 5 ] [ 18 ]                              |
| 11 ottobre 2008 | Laredo            | Stati Uniti d'America | Laredo Entertainment Center                 | [ 3 ] [ 5 ]                                     |
| 12 ottobre 2008 | Houston           | Stati Uniti d'America | Toyota Center                               | [ 3 ] [ 5 ] [ 19 ]                              |
| 14 ottobre 2008 | San Antonio       | Stati Uniti d'America | AT&T Center                                 | [ 3 ] [ 5 ]                                     |
| 15 ottobre 2008 | Austin            | Stati Uniti d'America | Frank Erwin Center                          | [ 3 ] [ 5 ] [ 20 ]                              |
| 16 ottobre 2008 | Grand Prairie     | Stati Uniti d'America | Nokia Theatre at Grand Prairie              | [ 3 ] [ 5 ] [ 21 ]                              |
| 18 ottobre 2008 | Kansas City       | Stati Uniti d'America | Sprint Center                               | [ 3 ] [ 5 ]                                     |
| 19 ottobre 2008 | Minneapolis       | Stati Uniti d'America | Northrop Auditorium                         | [ 3 ] [ 5 ]                                     |
| 23 ottobre 2008 | Rosemont          | Stati Uniti d'America | Allstate Arena                              | [ 3 ] [ 5 ] [ 22 ]                              |
| 25 ottobre 2008 | Uncasville        | Stati Uniti d'America | Mohegan Sun Arena                           | [ 3 ] [ 5 ]                                     |
| 26 ottobre 2008 | Fairfax           | Stati Uniti d'America | Patriot Center                              | [ 3 ] [ 5 ]                                     |
| 29 ottobre 2008 | Toronto           | Canada                | Powerade Centre                             | [ 3 ] [ 5 ] [ 23 ] [ 24 ]                       |
| 31 ottobre 2008 | New York          | Stati Uniti d'America | Madison Square Garden                       | [ 3 ] [ 5 ] [ 25 ] [ 26 ] [ 27 ]                |
| 1 novembre 2008 | Atlantic City     | Stati Uniti d'America | Borgata Event Center                        | [ 3 ] [ 5 ] [ 27 ]                              |
| 2 novembre 2008 | Charlotte         | Stati Uniti d'America | Cricket Arena                               | [ 3 ] [ 5 ]                                     |
| 6 novembre 2008 | Estero            | Stati Uniti d'America | Germain Arena                               | [ 3 ] [ 5 ]                                     |
| 7 novembre 2008 | Miami             | Stati Uniti d'America | American Airlines Arena                     | [ 3 ] [ 5 ] [ 28 ] [ 29 ]                       |
| 8 novembre 2008 | Miami             | Stati Uniti d'America | American Airlines Arena                     | [ 3 ] [ 5 ] [ 28 ] [ 29 ]                       |
| 9 novembre 2008 | Orlando           | Stati Uniti d'America | Amway Arena                                 | [ 3 ] [ 5 ]                                     |
| 12 novembre 2008 | Santo Domingo     | Repubblica Dominicana | Estadio Olímpico                            | [ 3 ] [ 30 ]                                    |
| 14 novembre 2008 | San Juan          | Porto Rico            | San Juan Marriott Resort & Stellaris Casino | [ 3 ] [ 31 ] [ 32 ]                             |
| 15 novembre 2008 | San Juan          | Porto Rico            | José Miguel Agrelot Coliseum                | [ 3 ] [ 33 ]                                    |
| Sud America |                   |                       |                                             |                                                 |
| 20 novembre 2008 | Santiago          | Cile                  | Movistar Arena                              | [ 3 ] [ 34 ] [ 35 ] [ 36 ] [ 37 ]               |
| 21 novembre 2008 | Santiago          | Cile                  | Movistar Arena                              | [ 3 ] [ 34 ] [ 35 ] [ 36 ] [ 37 ]               |
| 22 novembre 2008 | Santiago          | Cile                  | Movistar Arena                              | [ 3 ] [ 34 ] [ 35 ] [ 36 ] [ 37 ]               |
| 23 novembre 2008 | Santiago          | Cile                  | Movistar Arena                              | [ 3 ] [ 34 ] [ 35 ] [ 36 ] [ 37 ]               |
| 25 novembre 2008 | Mendoza           | Argentina             | Stadio Malvinas Argentinas                  | [ 3 ] [ 38 ] [ 39 ] [ 40 ] [ 41 ]               |
| 27 novembre 2008 | Buenos Aires      | Argentina             | Estadio Velez Sarsfield                     | [ 3 ] [ 42 ] [ 43 ] [ 44 ] [ 45 ]               |
| 28 novembre 2008 | Buenos Aires      | Argentina             | Estadio Velez Sarsfield                     | [ 3 ] [ 42 ] [ 43 ] [ 44 ] [ 45 ]               |
| 29 novembre 2008 | Buenos Aires      | Argentina             | Estadio Velez Sarsfield                     | [ 3 ] [ 42 ] [ 43 ] [ 44 ] [ 45 ] [ 46 ]        |
| 30 novembre 2008 | Buenos Aires      | Argentina             | Estadio Velez Sarsfield                     | [ 3 ] [ 42 ] [ 43 ] [ 44 ] [ 45 ]               |
| 2 dicembre 2008 | Córdoba           | Argentina             | Estadio Chateau Carrera                     | [ 3 ] [ 47 ]                                    |
| 3 dicembre 2008 | Rosario           | Argentina             | Estadio Rosario Central                     | [ 3 ] [ 48 ]                                    |
| 5 dicembre 2008 | Punta del Este    | Uruguay               | Conrad Hotel Resort & Casino                | [ 3 ] [ 49 ]                                    |
| Seconda parte (2009) |                   |                       |                                             |                                                 |
| Nord America |                   |                       |                                             |                                                 |
| 20 gennaio 2009 | Città del Messico | Messico               | Auditorio Nacional                          | [ 3 ] [ 50 ] [ 51 ] [ 52 ] [ 53 ] [ 54 ]        |
| 21 gennaio 2009 | Città del Messico | Messico               | Auditorio Nacional                          | [ 3 ] [ 50 ] [ 51 ] [ 52 ] [ 53 ] [ 54 ]        |
| 23 gennaio 2009 | Città del Messico | Messico               | Auditorio Nacional                          | [ 3 ] [ 50 ] [ 51 ] [ 52 ] [ 53 ] [ 54 ]        |
| 24 gennaio 2009 | Città del Messico | Messico               | Auditorio Nacional                          | [ 3 ] [ 50 ] [ 51 ] [ 52 ] [ 53 ] [ 54 ]        |
| 25 gennaio 2009 | Città del Messico | Messico               | Auditorio Nacional                          | [ 3 ] [ 50 ] [ 51 ] [ 52 ] [ 53 ] [ 54 ]        |
| 27 gennaio 2009 | Città del Messico | Messico               | Auditorio Nacional                          | [ 3 ] [ 50 ] [ 51 ] [ 52 ] [ 53 ] [ 54 ]        |
| 28 gennaio 2009 | Città del Messico | Messico               | Auditorio Nacional                          | [ 3 ] [ 50 ] [ 51 ] [ 52 ] [ 53 ] [ 54 ]        |
| 30 gennaio 2009 | Città del Messico | Messico               | Auditorio Nacional                          | [ 3 ] [ 50 ] [ 51 ] [ 52 ] [ 53 ] [ 54 ]        |
| 31 gennaio 2009 | Città del Messico | Messico               | Auditorio Nacional                          | [ 3 ] [ 50 ] [ 51 ] [ 52 ] [ 53 ] [ 54 ]        |
| 1 febbraio 2009 | Città del Messico | Messico               | Auditorio Nacional                          | [ 3 ] [ 50 ] [ 51 ] [ 52 ] [ 53 ] [ 54 ]        |
| 3 febbraio 2009 | Città del Messico | Messico               | Auditorio Nacional                          | [ 3 ] [ 50 ] [ 51 ] [ 52 ] [ 53 ] [ 54 ]        |
| 4 febbraio 2009 | Città del Messico | Messico               | Auditorio Nacional                          | [ 3 ] [ 50 ] [ 51 ] [ 52 ] [ 53 ] [ 54 ] [ 55 ] |
| 6 febbraio 2009 | Città del Messico | Messico               | Auditorio Nacional                          | [ 3 ] [ 50 ] [ 51 ] [ 52 ] [ 53 ] [ 54 ]        |
| 7 febbraio 2009 | Città del Messico | Messico               | Auditorio Nacional                          | [ 3 ] [ 50 ] [ 51 ] [ 52 ] [ 53 ] [ 54 ]        |
| 8 febbraio 2009 | Città del Messico | Messico               | Auditorio Nacional                          | [ 3 ] [ 50 ] [ 51 ] [ 52 ] [ 53 ] [ 54 ]        |
| 12 febbraio 2009 | Guadalajara       | Messico               | Telmex Auditorium                           | [ 3 ] [ 56 ]                                    |
| 13 febbraio 2009 | Guadalajara       | Messico               | Telmex Auditorium                           | [ 3 ] [ 56 ]                                    |
| 14 febbraio 2009 | Guadalajara       | Messico               | Telmex Auditorium                           | [ 3 ] [ 56 ] [ 57 ]                             |
| 15 febbraio 2009 | Guadalajara       | Messico               | Telmex Auditorium                           | [ 3 ] [ 56 ]                                    |
| 19 febbraio 2009 | Monterrey         | Messico               | Monterrey Arena                             | [ 3 ] [ 58 ] [ 59 ] [ 60 ]                      |
| 20 febbraio 2009 | Monterrey         | Messico               | Monterrey Arena                             | [ 3 ] [ 58 ] [ 59 ] [ 60 ]                      |
| 21 febbraio 2009 | Monterrey         | Messico               | Monterrey Arena                             | [ 3 ] [ 58 ] [ 59 ] [ 60 ]                      |
| 22 febbraio 2009 | Monterrey         | Messico               | Monterrey Arena                             | [ 3 ] [ 58 ] [ 59 ] [ 60 ]                      |
| 24 febbraio 2009 | Città del Messico | Messico               | Auditorio Nacional                          | [ 3 ] [ 50 ] [ 51 ] [ 52 ] [ 53 ] [ 54 ]        |
| 25 febbraio 2009 | Città del Messico | Messico               | Auditorio Nacional                          | [ 3 ] [ 50 ] [ 51 ] [ 52 ] [ 53 ] [ 54 ]        |
| 27 febbraio 2009 | Città del Messico | Messico               | Auditorio Nacional                          | [ 3 ] [ 50 ] [ 51 ] [ 52 ] [ 53 ] [ 54 ]        |
| 28 febbraio 2009 | Città del Messico | Messico               | Auditorio Nacional                          | [ 3 ] [ 50 ] [ 51 ] [ 52 ] [ 53 ] [ 54 ]        |
| 1 marzo 2009 | Città del Messico | Messico               | Auditorio Nacional                          | [ 3 ] [ 50 ] [ 51 ] [ 52 ] [ 53 ] [ 54 ]        |
| 3 marzo 2009 | Città del Messico | Messico               | Auditorio Nacional                          | [ 3 ] [ 50 ] [ 51 ] [ 52 ] [ 53 ] [ 54 ]        |
| 4 marzo 2009 | Città del Messico | Messico               | Auditorio Nacional                          | [ 3 ] [ 50 ] [ 51 ] [ 52 ] [ 53 ] [ 54 ]        |
| 6 marzo 2009 | Città del Messico | Messico               | Auditorio Nacional                          | [ 3 ] [ 50 ] [ 51 ] [ 52 ] [ 53 ] [ 54 ]        |
| 7 marzo 2009 | Città del Messico | Messico               | Auditorio Nacional                          | [ 3 ] [ 50 ] [ 51 ] [ 52 ] [ 53 ] [ 54 ]        |
| 8 marzo 2009 | Città del Messico | Messico               | Auditorio Nacional                          | [ 3 ] [ 50 ] [ 51 ] [ 52 ] [ 53 ] [ 54 ]        |
| Terza parte (2009) |                   |                       |                                             |                                                 |
| Nord America |                   |                       |                                             |                                                 |
| 12 settembre 2009 | Las Vegas         | Stati Uniti d'America | The Colosseum at Caesars Palace             | [ 3 ] [ 61 ] [ 62 ] [ 63 ]                      |
| 13 settembre 2009 | Las Vegas         | Stati Uniti d'America | The Colosseum at Caesars Palace             | [ 3 ] [ 61 ] [ 62 ] [ 63 ]                      |
| 14 settembre 2009 | Las Vegas         | Stati Uniti d'America | The Colosseum at Caesars Palace             | [ 3 ] [ 61 ] [ 62 ] [ 63 ]                      |
| 15 settembre 2009 | Las Vegas         | Stati Uniti d'America | The Colosseum at Caesars Palace             | [ 3 ] [ 61 ] [ 62 ] [ 63 ]                      |
| 377 Giorni | 42 Città          | 8 Paesi               | 42 Luoghi                                   |                                                 |

## Gruppo
- Chitarra elettrica e acustica:  Todd Robinson
- Basso: Lalo Carrillo
- Piano & Keyboards: Francisco Loyo
- Tastiere e programmazione: Salo Loyo
- Batteria: Victor Loyo
- Percussione: Tommy Aros
- Sassofono: Jeff Nathanson
- Tromba: Francisco Abonce
- Tromba: Ramón Flores
- Trombone Alejandro Carballo
- Cori: Maria Entraigues (2008–2009), Kacee Clanton (2008–2009), Vie le (2009)